# Armata Populară Română
L'Armata Populară Română, ossia Esercito Popolare Rumeno in lingua romena, fu l'insieme delle forze armate della Repubblica Socialista di Romania, esistito dal 1947 al 1989. Si componeva di quattro componenti di base: le forze di terra, le forze aeree e di difesa aerea, la marina militare e le guardie di frontiera.
Creato con l'assistenza dell'Unione Sovietica a partire dalle preesistenti Forze armate romene, l'Esercito popolare romeno si smarcò progressivamente dai suoi tutori sovietici nell'ambito della più ampia politica di autonomia dai dettami di Mosca intrapresa dal governo di Nicolae Ceaușescu; per quanto la Romania fosse membro effettivo del Patto di Varsavia, l'Esercito popolare non era integrato nella struttura militare dell'alleanza e non partecipava alle manovre e alle operazioni del Patto. Conseguentemente, i sovietici limitarono il trasferimento di tecnologie militari alla Romania e, per quanto l'industria bellica locale fosse riuscita a compensare almeno in parte le mancanze, negli anni 1980 l'Armata Populară Română era la peggio equipaggiata tra le forze armate del Patto di Varsavia.
L'Armata Populară Română fu utilizzata prevalentemente come strumento di repressione interna, sia contro i movimenti partigiani anticomunisti degli anni 1950 che contro le dimostrazioni di piazza ostili al regime di Ceaușescu; alti ufficiali delle forze armate giocarono un ruolo centrale nella deposizione di Ceaușescu durante la Rivoluzione romena del 1989, nel corso della quale vari reparti dell'Esercito popolare si schierarono al fianco dei dimostranti. Nell'ambito del nuovo regime democratico, l'Armata Populară Română tornò quindi alla sua designazione di Forțele Armate Române.

## Storia

### La fondazione

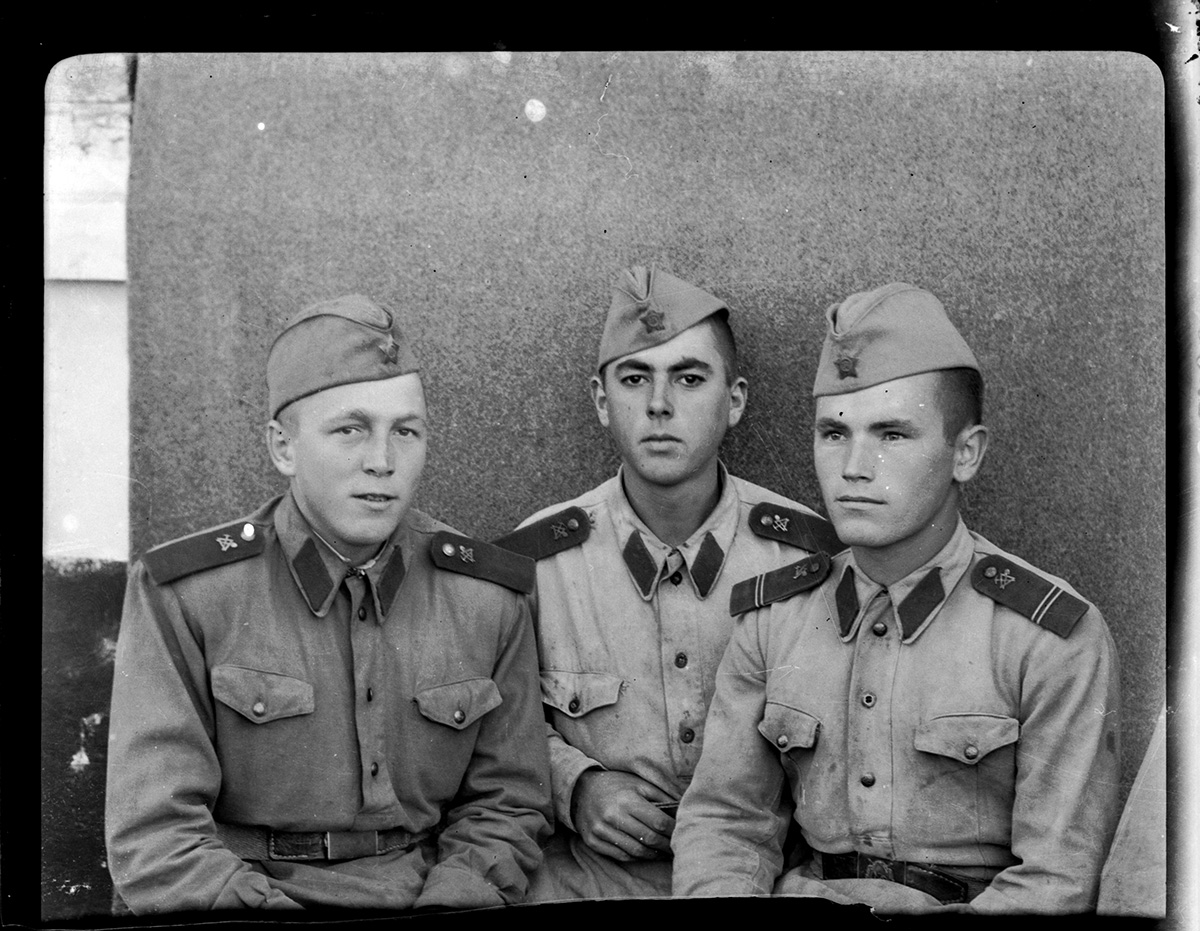
Soldati romeni fotografati negli anni 1950

Dopo aver militato nel campo delle Potenze dell'Asse e aver attivamente partecipato agli scontri del fronte orientale, nell'agosto 1944 il colpo di stato di re Michele I portò al crollo del regime autoritario di Ion Antonescu e al passaggio del Regno di Romania nel campo degli Alleati della seconda guerra mondiale; forze romene combatterono a fianco dell'Armata Rossa durante le campagne finali in Ungheria e Austria, ma ciò non impedì che il paese venisse assoggettato a un duro regime di occupazione da parte dell'Unione Sovietica. Nel dopoguerra i sovietici favorirono un graduale incremento dell'influenza del rinato Partito Comunista Rumeno, che ben presto assunse tutte le leve del potere; il 30 dicembre 1947 il re Michele I fu obbligato ad abdicare, e nel paese venne proclamata la repubblica.
Le vecchie Forze armate regie furono rapidamente ristrutturate nel nuovo esercito della repubblica, l'Armata Populară Română (APR). L'infiltrazione comunista nelle forze armate era iniziata già negli ultimi mesi di guerra, quando i sovietici avevano organizzato due divisioni (la Divizia Tudor Vladimirescu e la Divizia Horia, Cloșca și Crișan) con ex prigionieri di guerra romeni catturati sul fronte orientale e opportunamente indottrinati nei campi di prigionia, unità che costituirono il nucleo del nascente esercito. Subito dopo l'istituzione del nuovo regime repubblicano, un'ondata di epurazioni portò all'espulsione dai ranghi delle forze armate di tutto il personale ritenuto non politicamente affidabile, il che portò al congedo di circa il 30% degli ufficiali e dei sottufficiali in servizio e ad una contrazione degli organici fino a un totale di 90.000 uomini, ben inferiore al limite di 138.000 soldati concesso alla Romania dai trattati di pace; ad ogni modo, molti degli ufficiali in servizio con le vecchie forze armate mantennero la loro carica anche più a lungo di quanto accaduto ai loro colleghi negli altri paesi caduti sotto l'influenza sovietica.
La presa del potere da parte dei comunisti non era stata senza opposizione, e le unità del nuovo APR dovettero ben presto appoggiare i reparti occupanti sovietici nella repressione di un diffuso movimento di Resistenza anticomunista in Romania, attivo in particolare nelle regioni montuose della Transilvania e dei Carpazi; frammentato in piccole bande e fondamentalmente privo di assistenza dall'esterno, il movimento resistenziale anticomunista fu infine sopraffatto dalle operazioni congiunte dei reparti di sicurezza romeni e sovietici, anche se gli ultimi combattenti non furono eliminati che all'inizio degli anni 1960.

### Gli anni di Ceaușescu

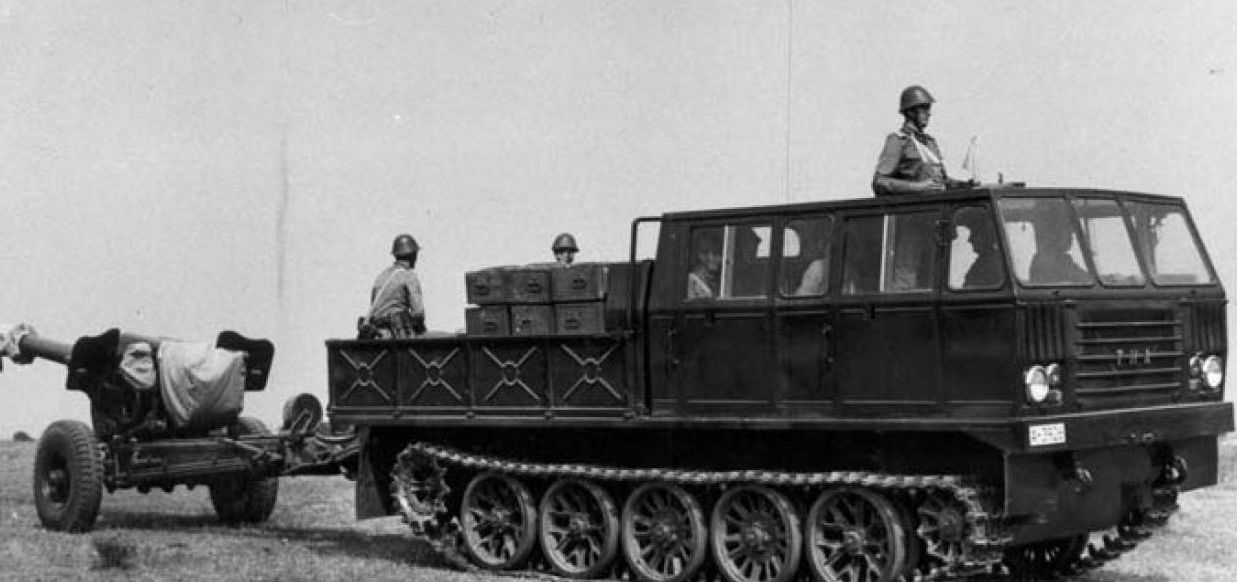
Un trattore TMA-83 mentre traina un pezzo da 152 mm dell'esercito romeno

Sotto al direzione del primo ministro della difesa nazionale dell'era comunista, Emil Bodnăraș, le forze armate romene furono sottoposte a un esteso processo di "sovietizzazione": le unità romene furono riorganizzate secondo gli standard delle forze armate sovietiche, ufficiali romeni furono inviati a studiare nelle accademie militari dell'URSS e consiglieri militari sovietici furono inseriti all'interno di tutti i reparti dal livello di reggimento in su; l'affidabilità politica venne considerata come più importante della competenza professionale negli avanzamenti di carriera, e frequentemente funzionari del partito furono semplicemente assegnati a ruoli importanti nelle forze armate pur senza avere alcuna esperienza.
Nel 1955 la Romania fu membro fondatore del Patto di Varsavia, e il controllo sovietico sul paese si fece sempre meno intenso; i reparti militari d'occupazione furono pian piano rimpatriati, ed entro il 1958 anche gli ultimi consiglieri sovietici erano stati ritirati dal paese. La fine del regime d'occupazione portò il governo di Bucarest a sviluppare progressivamente una politica indipendente da Mosca, in particolare dopo la salita al potere nel 1965 di Nicolae Ceaușescu: pur continuando a far parte del blocco orientale, la Romania di Ceaușescu sviluppò una propria politica estera autonoma, condannando apertamente varie azioni sovietiche come la repressione della "Primavera di Praga" nel 1968 o l'invasione dell'Afghanistan nel 1979 e intrattenendo pacifiche relazioni diplomatiche e commerciali con paesi con cui l'URSS era entrata in urto, come la Cina, la Jugoslavia, Israele e finanche gli Stati Uniti d'America. La posizione della Romania nel Patto di Varsavia divenne peculiare: pur continuando a far parte dell'organizzazione e a partecipare ai suoi organi politici, i romeni non facevano parte della struttura militare dell'alleanza, non partecipavano (se non per l'invio di qualche osservatore) alle esercitazioni campali del Patto e non consentivano ad alcun reparto alleato di transitare o mettere piede sul proprio suolo. La Romania avviò anche contatti militari con nazioni esterne al Patto, stabilendo un sistema di allerta aerea comune con la confinante Jugoslavia.

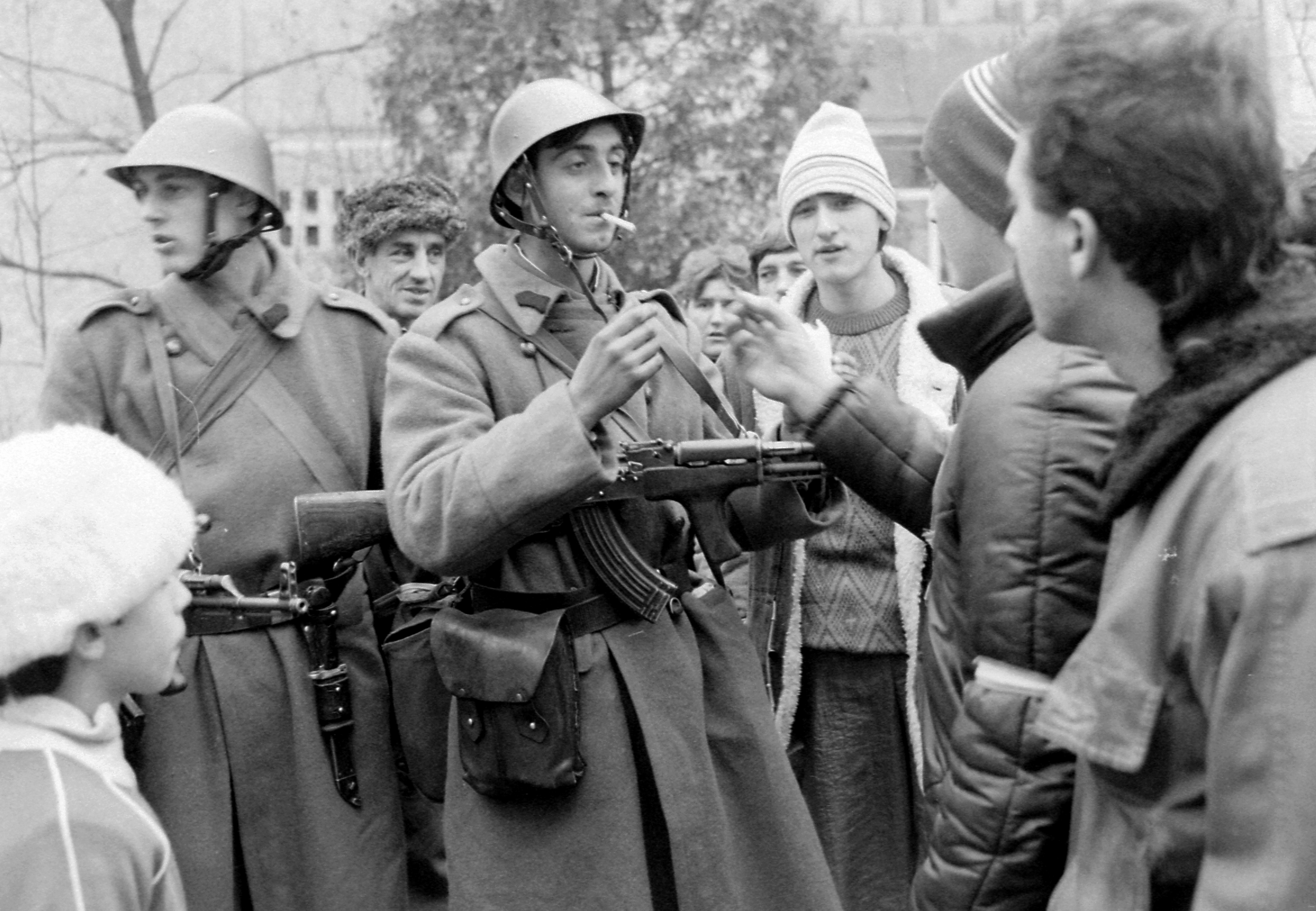
Truppe romene negli anni 1980 mentre fraternizzano con la popolazione

Sotto Ceaușescu le forze armate subirono una serie di riorganizzazioni. Nel corso degli anni 1950 le forze di terra avevano raggiunto una consistenza di dodici divisioni di fanteria, una divisione corazzata e una meccanizzata, riorganizzate poi tra il 1960 e il 1964 in una divisione corazzata e tredici divisioni di fucilieri motorizzate (fanteria montata su veicoli trasporto truppe) secondo l'ordinamento divisionale sovietico dell'epoca; Ceaușescu ordinò una forte riduzione degli effettivi, e negli anni 1970 la consistenza organica dell'esercito decrebbe a due divisioni corazzate e sei di fucilieri motorizzate, portate a otto negli anni 1980. Temendo un'invasione sovietica dopo i fatti della Primavera di Praga, Ceaușescu ordinò la formazione di una vasta milizia popolare (la Gărzile Patriotice), forza paramilitare incaricata di mobilitare le masse e scatenare una gerra di guerriglia contro l'invasore; direttamente subordinata al Partito comunista romeno piuttosto che al ministero della difesa, la milizia doveva inoltre servire come contrappeso alle stesse forze armate regolari. L'enfasi posta sulla guerriglia e il dirottamento di ingenti risorse materiali e finanziarie a favore della milizia portò a un forte malcontento nei ranghi delle forze regolari, ulteriormente esacerbato dal frequente impiego dei reparti militari come manodopera per la realizzazione di opere pubbliche.
Per prevenire eventuali colpi di stato, Ceaușescu portò avanti una forte politica di rotazione negli alti incarichi delle forze armate, frequentemente licenziando i detentori dei ruoli militari più importanti per impedire l'affermarsi di leader forti e indipendenti; congiuntamente, Ceaușescu ordinò frequenti purghe degli alti ranghi, facendo arrestare diversi ufficiali superiori con accuse di spionaggio e complotto ai suoi danni. Tutto ciò non fece che aumentare l'ostilità interna alle forze armate nei confronti del regime di Ceaușescu.

### La rivoluzione del 1989

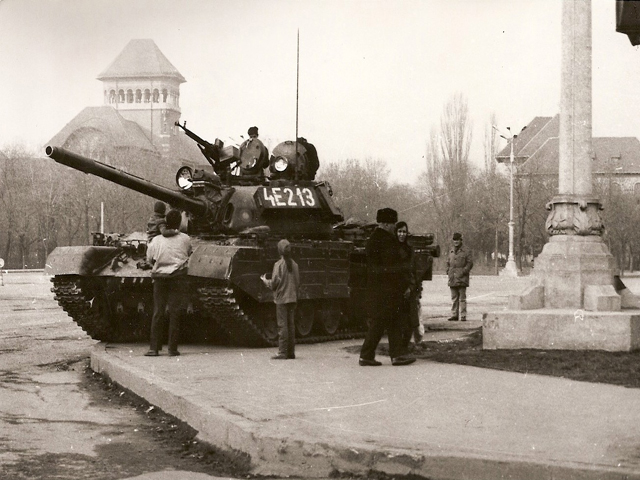
Un carro armato TR-85 romeno nelle strade di Bucarest durante i giorni della rivoluzione del 1989

Nel corso degli anni 1980 la situazione delle forze armate romene non era delle più ottimali. La contrapposizione in politica estera all'Unione Sovietica aveva precluso ai romeni il trasferimento delle tecnologie militari sovietiche più avanzate, e per quanto il paese avesse sviluppato una propria industria bellica autonoma questa era in grado di fornire solo prodotti tecnologicamente arretrati (principalmente mezzi e sistemi sovietici di generazioni passate prodotti su licenza). La funzione strategica dell'APR era unicamente quella di difendere i confini nazionali da aggressioni esterne, con scarne possibilità di proiettare potenza militare all'estero; le unità militari continuavano a essere pesantemente impegnate come fonte di manodopera per i programmi di realizzazione delle opere pubbliche: nel 1988 fino al 50% dei soldati si ritrovava, in un momento o l'altro del proprio periodo di servizio, a essere impiegato come forza lavoro in progetti civili.
La grave crisi economica che iniziò ad affliggere la Romania nella seconda metà degli anni 1980, causata dalle pessime scelte di gestione economica adottate da Ceaușescu, portò a un incremento del livello di protesta popolare contro il regime, e le unità dell'esercito furono sovente chiamate ad appoggiare i reparti della polizia segreta (Securitate) in attività di ordine pubblico e nella repressione delle dimostrazioni di piazza. Nel novembre 1987 unità militari furono impiegate nella repressione della ribellione di Brașov a fianco della Securitate, mentre nel dicembre 1989 reparti dell'esercito intervennero con la forza per soffocare le dimostrazioni di piazza scoppiate a Timișoara causando parecchie vittime civili. I fatti di Timișoara furono il prologo della successiva rivoluzione romena del 1989: il 21 dicembre scontri e proteste scoppiarono nella stessa Bucarest, e vari reparti dell'Esercito romeno presero a unirsi ai manifestanti.
Vari alti ufficiali dell'APR, tra cui il ministro della difesa generale Victor Atanasie Stănculescu, furono centrali nella destituzione e nell'arresto di Ceaușescu, finito fucilato insieme alla moglie il 25 dicembre da un plotone di esecuzione dopo un affrettato giudizio di una corte marziale militare. La transizione a un regime democratico fu rapida, e dopo un periodo di governo provvisorio del Consiglio del Fronte di Salvezza Nazionale nel maggio 1990 si tennero le prime elezioni libere; conseguentemente, l'APR fu democratizzata e tornò alla vecchia denominazione di Forțele Armate Române.

## Struttura

### Organi di vertice
Secondo la costituzione del 1965 le forze armate erano sottoposte al controllo del Consiglio di Stato, ma nel 1974, con la creazione da parte di Ceaușescu della carica di Presidente della Romania, il comando supremo delle forze armate passò a quest'ultimo. Nelle questioni concernenti la difesa e le forze armate, il presidente era assistito da un Consiglio della difesa che includeva anche il primo ministro, i ministri della difesa nazionale, dell'interno, degli affari esteri e dell'economia, il capo dell'Alto consiglio politico dell'esercito, il capo di stato maggiore della Gărzile Patriotice e il capo di stato maggiore dell'Armata Populară Română, che ricopriva anche la carica di segretario del Consiglio della difesa. Il Consiglio era responsabile della direzione strategica delle forze armate, supervisionava l'industria bellica e preparava i piani di mobilitazione nazionale; teoricamente responsabile delle sue decisioni davanti al Consiglio di Stato e alla Grande Assemblea Nazionale, il Consiglio di difesa era a tutti gli effetti un circolo chiuso a esclusivo beneficio di Ceaușescu e dei suoi stretti collaboratori.
Il modello di vertice era replicato anche ad un livello più locale, e in ciascuna delle regioni (județe) della Romania il primo segretario locale del Partito comunista presiedeva un apposito consiglio della difesa, composto dal comandante della guarnigione militare di zona, il suo commissario politico, il capo di stato maggiore locale della milizia e altri funzionari distrettuali; in tempo di pace, i consigli della difesa locali dovevano gestire le risorse e le capacità produttive di interesse militare della loro area di competenza, gestire le procedure della coscrizione militare e predisporre piani per la mobilitazione locale in tempo di guerra.
La gestione giornaliera delle forze armate era responsabilità del Ministero della difesa nazionale (l'incarico di ministro era sempre ricoperto da un generale dell'esercito) e dello stato maggiore dell'APR. Subordinati al ministero vi erano una serie di direttorati con funzioni specifiche, tra cui l'intelligence militare (Directia de Informatii a Armatei); l'Alto consiglio politico dell'esercito, responsabile dell'indottrinamento delle forze armate e del controllo del personale sotto il profilo dell'affidabilità politica, operava formalmente come componente del ministero ma rispondeva direttamente delle sue azioni al comitato centrale del Partito.
L'Armata Populară Română si suddivideva in quattro branche distinte: le Forze di terra (Forțele Terestre ale Poporului), le Forze aeree (Forțele Aeriene ale Poporului), la Marina militare (Marina Poporului) e le Guardie di frontiera (Trupele de frontieră).

### Forze di terra

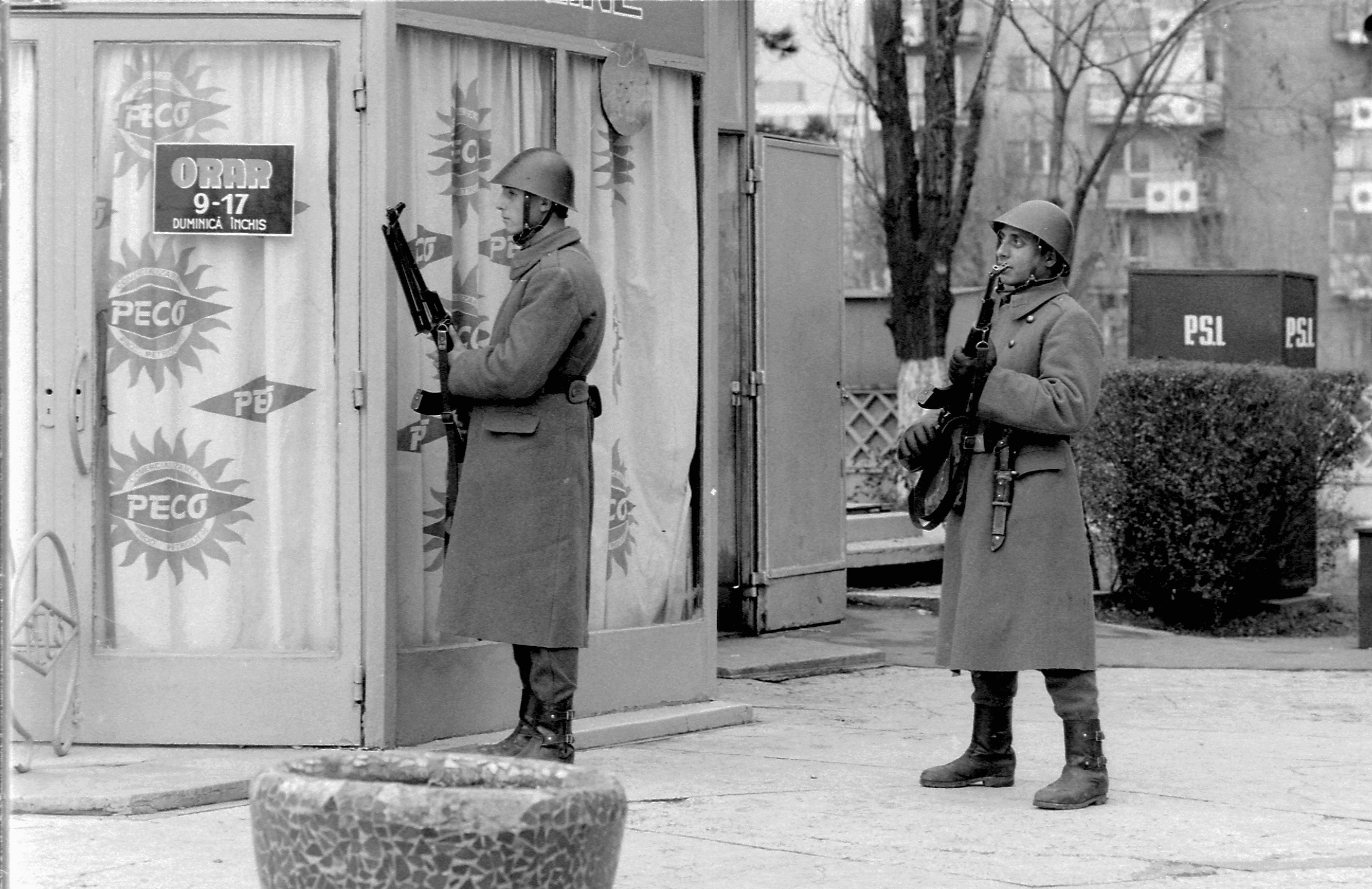
Soldati romeni schierati in strada durante i disordini di Timișoara del dicembre 1989

Componente più numerosa delle forze armate, le Forze di terra annoveravano negli anni 1980 un totale di circa 140.000 effettivi in servizio attivo di cui 95.000 coscritti impegnati in un servizio militare di leva della durata di 16 mesi (il più breve tra i paesi del Patto di Varsavia); le forze in servizio attivo erano supportate da 350.000 riservisti mobilitabili immediatamente in caso di guerra, anche se il loro valore bellico era piuttosto ridotto a causa dei carenti programmi di addestramento del personale di riserva. Il servizio militare era obbligatorio per la popolazione maschile e qualsiasi forma di obiezione di coscienza era illegale e punita con il carcere; gli studenti accettati nelle università nazionali dovevano prestare obbligatoriamente nove mesi di servizio militare prima di potersi iscrivere, e al termine degli studi diventavano ufficiali della riserva. Le donne iniziarono ad essere accettate nelle forze armate solo a partire dal 1989.
Le unità in servizio attivo erano ripartite tra due distretti militari (tre fino al 1960, quando il distretto militare di Iași fu sciolto e annesso a quello di Bucarest), ciascuno dei quali avrebbe formato il comando di un'armata in caso di guerra: il 2º Distretto militare/2ª Armata, con sede a Bucarest e responsabilità sulla metà meridionale del paese, e il 3º Distretto militare/3ª Armata, con sede a Cluj-Napoca e responsabilità sulla metà settentrionale del paese. Il 2º Distretto aveva ai suoi ordini una divisione corazzata e cinque divisioni di fucilieri motorizzate, il 3º Distretto una divisione corazzata e tre divisioni di fucilieri motorizzate. Le divisioni di fucilieri motorizzate seguivano l'organigramma delle loro equivalenti sovietiche, con un organico basato su tre reggimenti di fucilieri motorizzati, un reggimento di carri armati, un reggimento di artiglieria campale, un reggimento di artiglieria antiaerea e vari battaglioni di supporto (ricognizione, anticarro, trasmissioni, genio, lanciarazzi, artiglieria missilistica, servizi sanitari, manutenzione e trasporti); le divisioni corazzate avevano un organico identico, ma con una inversa proporzione tra truppe corazzate e di fanteria (tre reggimenti di carri armati e un reggimento di fucilieri motorizzato) e senza il battaglione anticarro.

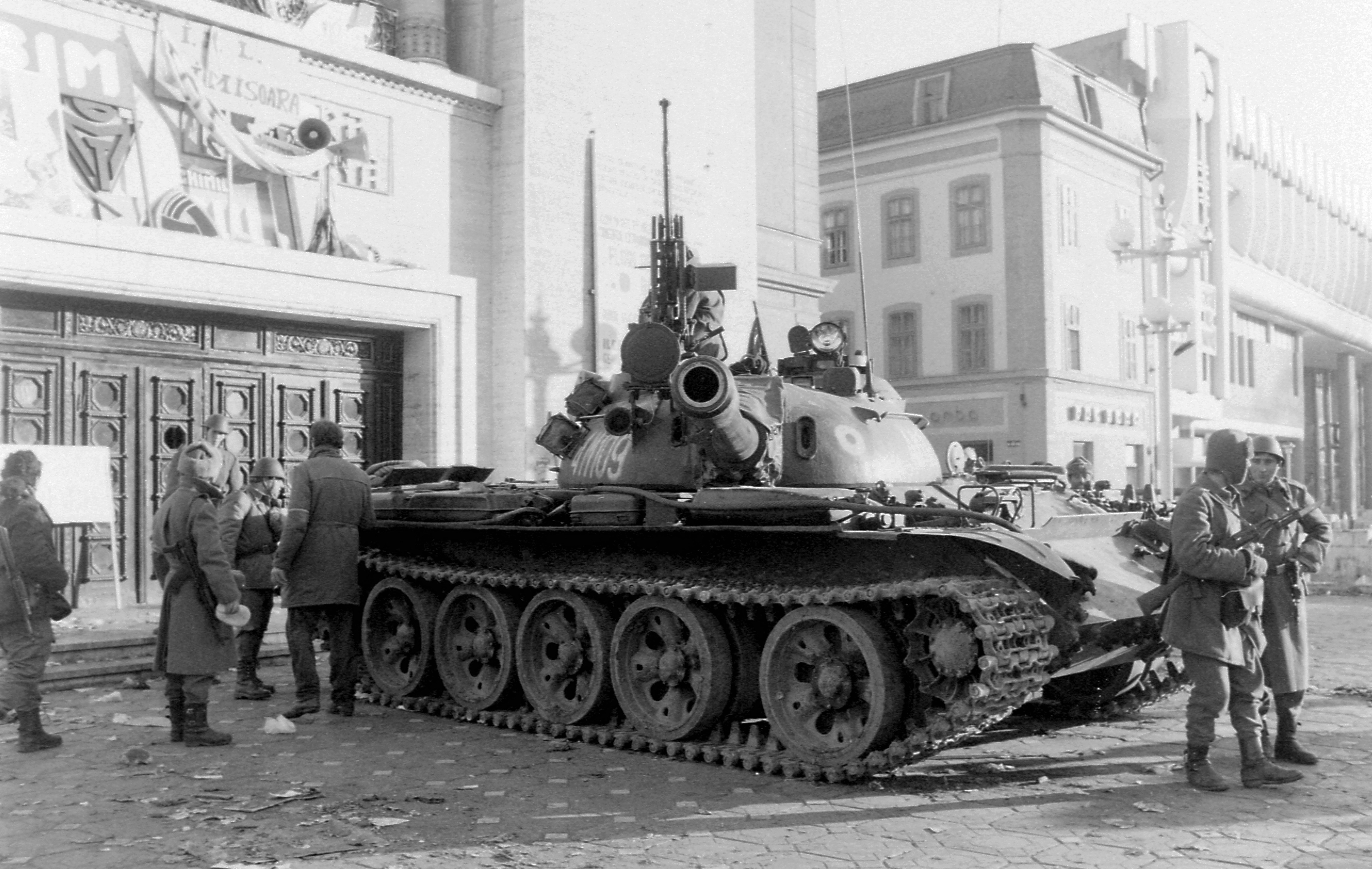
Un carro T-55 romeno durante i giorni della rivoluzione del 1989

Ciascun distretto militare aveva ai suoi ordini una brigata di fanteria da montagna del tradizionale corpo dei Vânători de munte, entrambe basate su due reggimenti di fanteria; in aggiunta, ciascun distretto disponeva di una serie di unità di supporto tra cui una brigata missilitica equipaggiata con missili balistici SS-1 Scud, una brigata di artiglieria pesante e reggimenti di artiglieria anticarro, artiglieria antiaerea, genio e trasmissioni. Sotto il diretto controllo del Ministero della difesa vi erano poi tre reggimenti di artiglieria, il battaglione di guarnigione di Bucarest e il 161º Reggimento paracadutisti, unità d'élite addestrata alle operazioni speciali.

#### Equipaggiamenti terrestri
Per quanto ancora dipendente dalle forniture sovietiche per le armi pesanti e i sistemi più sofisticati, negli anni 1980 l'industria bellica romena era capace di far fronte a più dei due terzi delle necessità delle forze armate nazionali in merito ad armamenti ed equipaggiamenti militari. Nel campo dei sistemi terrestri, l'industria romena era capace di fornire carri armati e veicoli da combattimento, mezzi logistici, armi leggere e mortai, munizioni, equipaggiamenti per le comunicazioni e la maggior parte dei pezzi di ricambio per i sistemi più complessi forniti dai sovietici; molti degli armamenti erano prodotti sovietici fabbricati su licenza o loro versioni alternative sviluppate dall'industria locale, ma negli anni 1970 la Romania stabilì anche accordi di cooperazione militare con la Cina e alcune nazioni europee neutrali come Austria e Svizzera, oltre ad avviare alcuni limitati contatti con il blocco occidentale. I prodotti dell'industria bellica romena erano anche esportati all'estero in nazioni amiche del blocco orientale come Vietnam, Iraq, Libia, Egitto e Corea del Nord, oltre che verso la stessa Unione Sovietica; negli anni 1980 la Romania era la terza nazione del Patto di Varsavia dopo Unione Sovietica e Cecoslovacchia come volume di esportazioni militari.

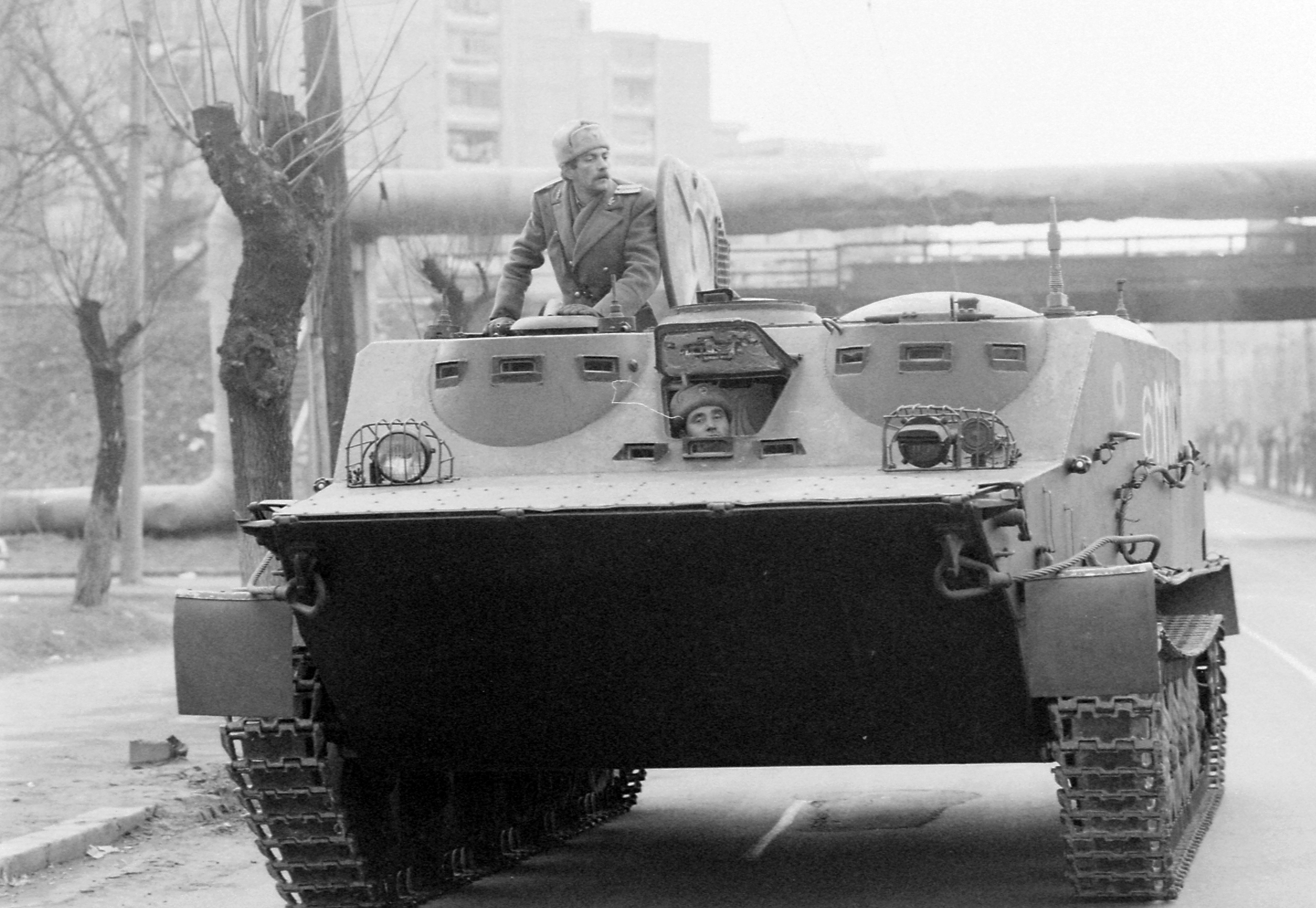
Un trasporto truppe romeno BTR-50 in marcia negli anni 1980

Negli anni 1980 le unità corazzate romene erano equipaggiate con un complesso di circa 1.300 carri armati, principalmente veicoli sovietici tipo T-54/55 o romeni TR-77 (versione di produzione romena del sovietico T-55) piuttosto datati e alcuni più moderni TR-85 di concezione nazionale; solo una trentina di moderni carri T-72 fu consegnata dai sovietici ai romeni, i quali tentarono di trarre da essi per ingegneria inversa un mezzo di concezione nazionale (il TR-125) prodotto però in pochi prototipi. Le unità di fanteria motorizzata erano equipaggiate con circa 3.000 veicoli trasporto truppe blindati tra sovietici BTR-50, BTR-60, BTR-70 e BTR-80 e loro versioni prodotte su licenza in Romania, oltre a 178 veicoli da combattimento della fanteria BMP-1; le unità da ricognizione disponevano di 400 autoblindo BRDM-1 e BRDM-2 sovietiche o loro copie locali.
Le unità d'artiglieria schieravano almeno 1.000 pezzi a traino di origine sovietica in calibri compresi tra il 76 mm e il 152 mm, oltre a circa 175 cacciacarri SU-100 e più di 325 lanciarazzi mobili BM-21 e FROG; i reparti antiaerei avevano in dotazione circa 500 pezzi d'artiglieria in calibri compresi tra i 30 mm e i 100 mm. I sistemi missilistici in uso erano tutti di origine sovietica e risalenti per lo più agli anni 1960, comprendendo i missili anticarro 3M6 Šmel' e Maljutka e i missili antiaerei Kub e Strela-2.

### Forze aeree

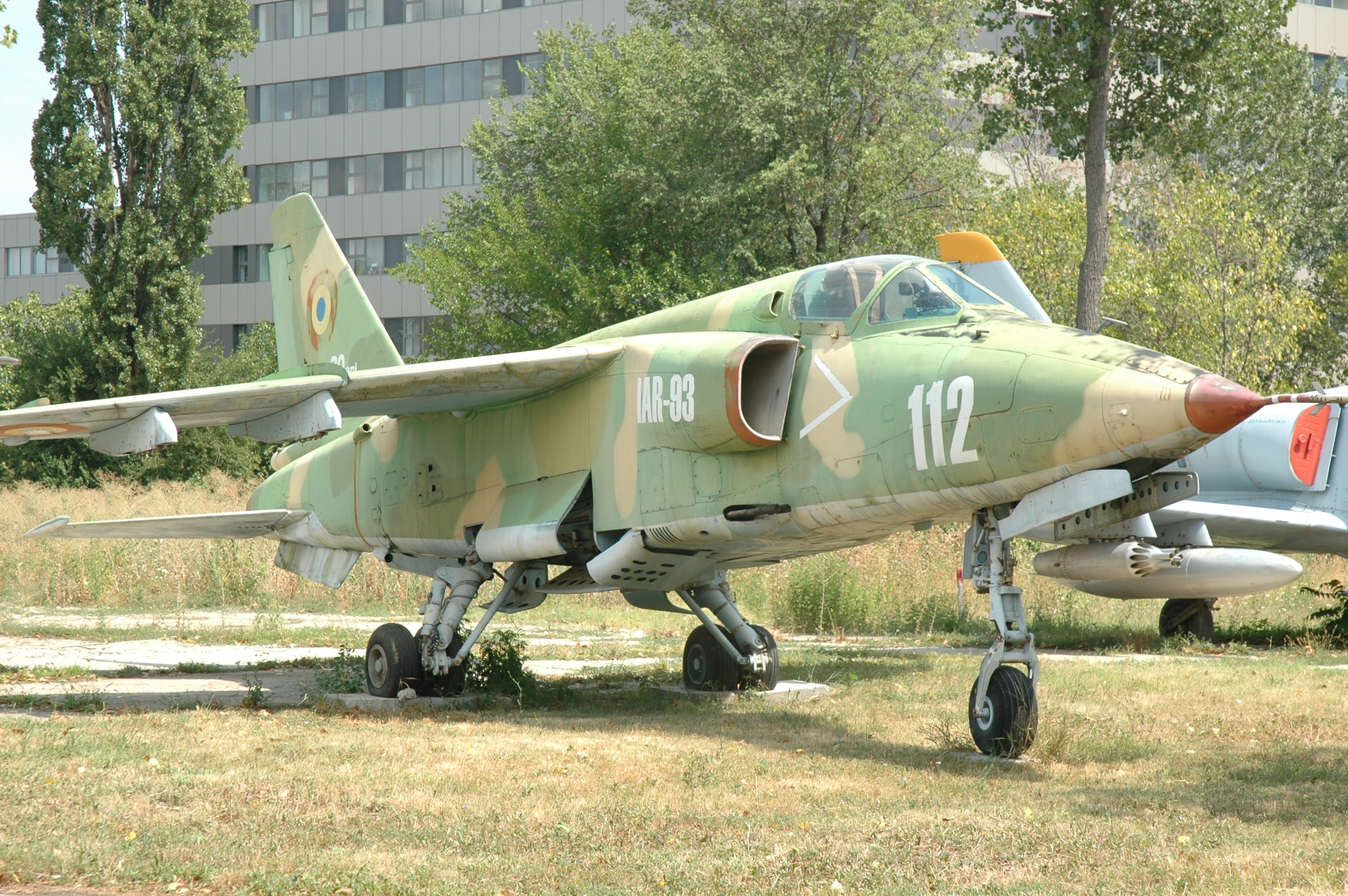
Un cacciabombardiere IAR-93 oggi esposto al museo dell'aeronautica di Budapest

Negli anni 1980 le Forze aeree romene disponevano di circa 32.000 effettivi in servizio attivo, di cui un terzo coscritti impegnati in un servizio di leva della durata di 16 mesi. Le Forze aeree controllavano anche le unità della difesa aerea nazionale, responsabile della protezione antiaerea a lunga gittata del territorio statale (i reparti antiaerei delle Forze di terra erano responsabili solo della protezione delle unità sul campo di battaglia); l'aeronautica forniva anche addestramento e piloti per la compagnia di bandiera nazionale, la TAROM.
Le forze aeree erano suddivise in tre divisioni aeree, ciascuna ripartita su due reggimenti comprendenti due o tre squadroni di aerei da combattimento (con circa quindici apparecchi per ogni squadrone) oltre a elementi vari di aerei da trasporto, da ricognizione ed elicotteri. In totale vi erano quindici squadroni di caccia intercettori e sei di cacciabombardieri.
Con poche notevoli eccezioni, la maggior parte dei 350 aerei da combattimento in uso era di origine sovietica, tutti piuttosto datati e risalenti al massimo agli anni 1970; i trasferimenti di tecnologia aviatoria furono sostanzialmente interrotti a causa delle politiche troppo autonome da Mosca intraprese dai romeni, ma il governo di Bucarest riuscì a mettere in piedi una discreta industria aeronautica nazionale capace di fornire parti di ricambio e sviluppare progetti di aerei non troppo tecnologicamente complessi. Tre degli squadroni di intercettori erano equipaggiati con circa 45 caccia Mikoyan-Gurevich MiG-23 (consegnato alla Romania solo nei primi anni 1980, quando ormai era in servizio da quasi dieci anni negli altri paesi del Patto di Varsavia), mentre gli altri dodici squadroni operavano con l'ancor più datato Mikoyan-Gurevich MiG-21; i caccia romeni erano equipaggiati con i missili aria-aria sovietici K-13, prodotti anche localmente ma risalenti agli anni 1960. Gli squadroni d'attacco al suolo operavano ancora 85 caccia Mikoyan-Gurevich MiG-17, risalenti agli anni 1950 e ormai superati per il loro originario ruolo di intercettori, oltre a 35 più moderni cacciabombardieri nazionali IAR 93 (un progetto sviluppato congiuntamente con la Jugoslavia negli anni 1970, e primo aereo da combattimento non sovietico a operare in un paese del Patto di Varsavia).

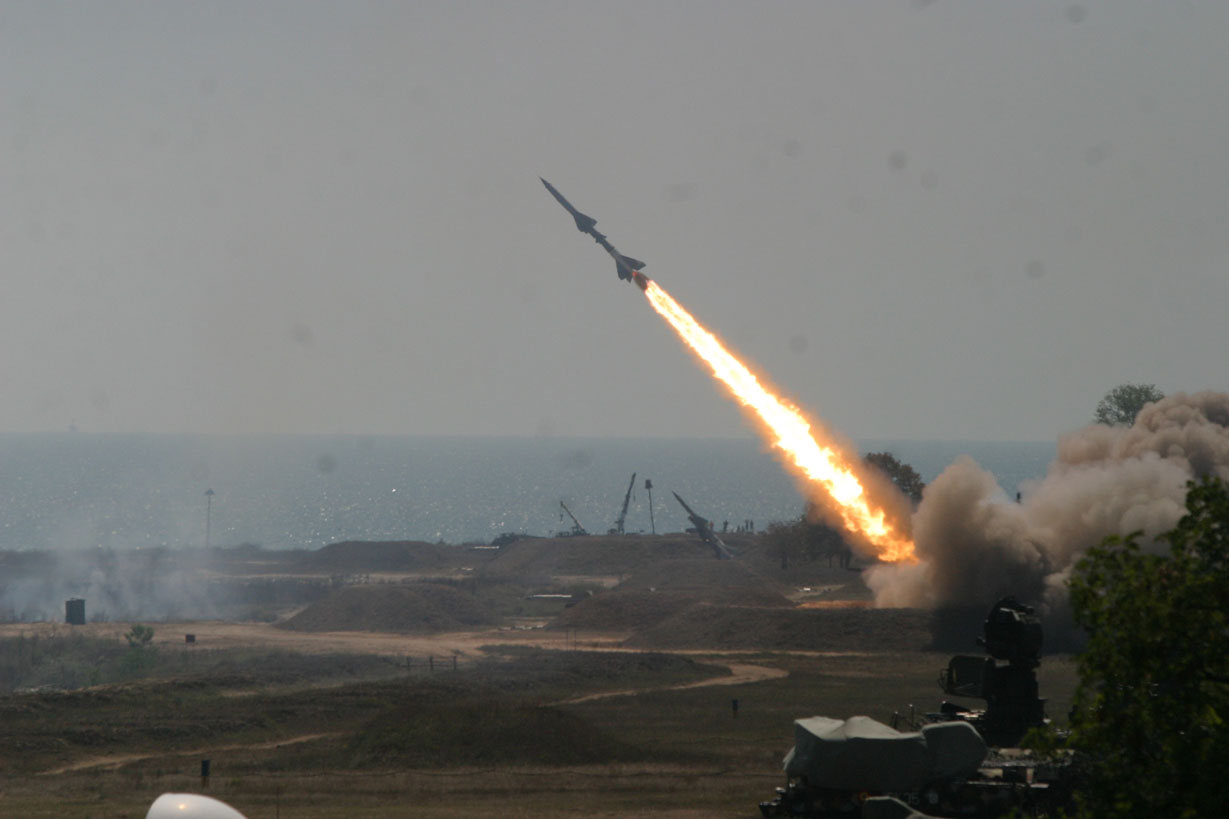
Un missile antiaereo S-75 romeno lanciato nel corso di un'esercitazione

Le unità da trasporto operavano con velivoli sovietici Antonov An-24, Antonov An-26 e Lisunov Li-2, oltre a un paio di Boeing 707; le unità da ricognizione schieravano una ventina di Ilyushin Il-28, vecchi bombardieri sovietici a reazione degli anni 1950. Negli anni 1970 la Romania acquistò dalla Francia la licenza di produzione degli elicotteri da trasporto Sud-Aviation SA 316 Alouette III e Aérospatiale SA 330 Puma, costruiti nelle fabbriche romene rispettivamente come IAR-316B (55 esemplari) e IAR-330 (40 esemplari); erano poi in uso anche venticinque elicotteri sovietici Mil Mi-4 e Mil Mi-8 consegnati negli anni 1960.
Le unità della difesa antiaerea controllate dall'aeronautica schieravano il sistema missilistico sovietico S-75, sviluppato alla fine degli anni 1950 e ormai datato, oltre a un sistema di radar di preallarme e apparati di comunicazione dispersi in una ventina di siti sul territorio nazionale, concentrati in particolare attorno a Bucarest e agli impianti petroliferi di Ploiești.

### Forze navali

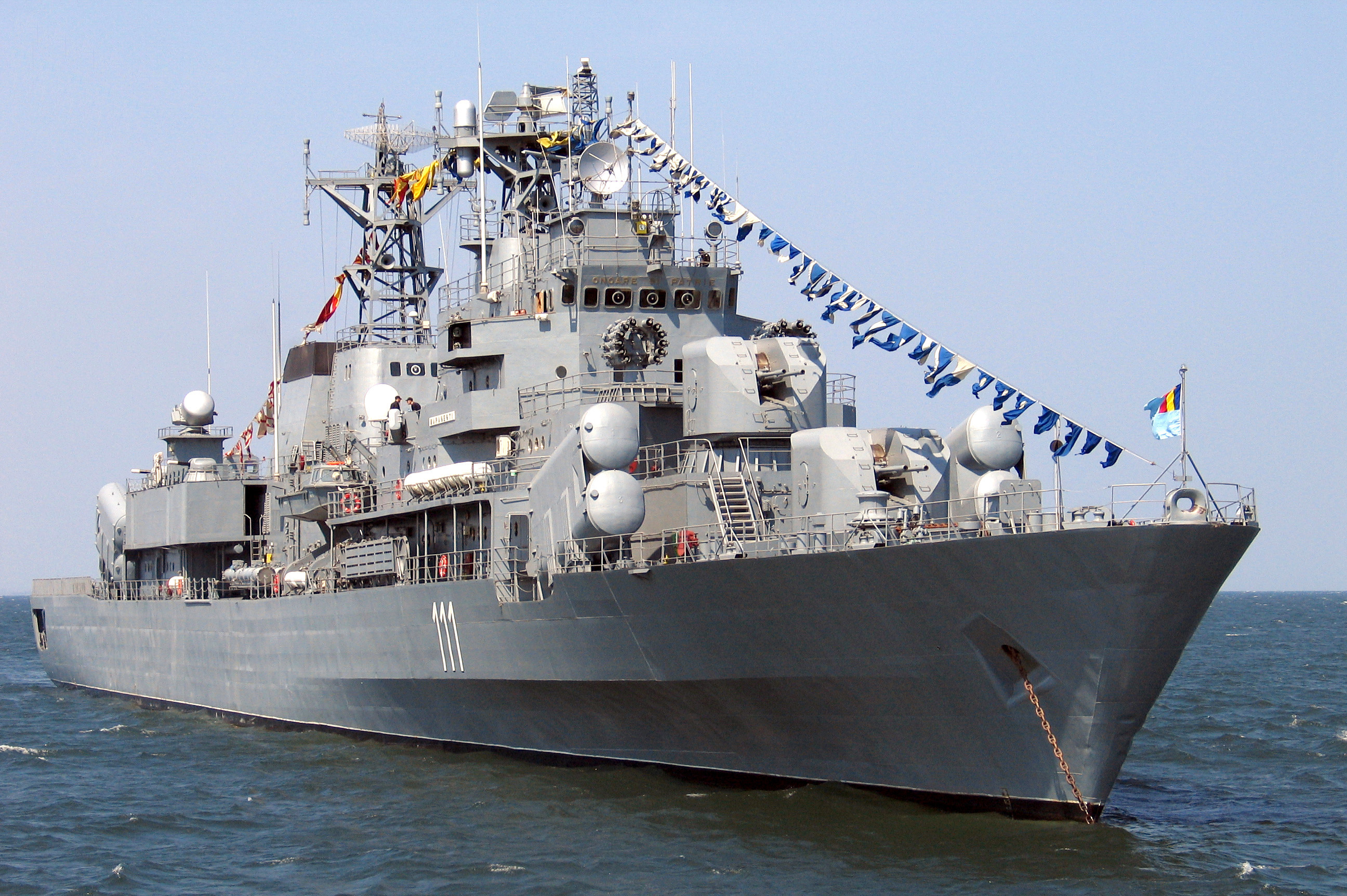
La fregata Mărășești, prima dell'omonima classe, con esposto il gran pavese

La Marina militare romena schierava negli anni 1980 un totale di 7.500 effettivi in servizio attivo; il servizio militare in marina durava due anni invece che sedici mesi come nelle forze di terra e di aria. Le unità navali romene erano suddivise tra la flotta da combattimento schierata nel Mar Nero e uno squadrone da pattugliamento fluviale per operare lungo le rive del Danubio; basi principali erano i porti di Mangalia, Costanza, Tulcea e Brăila. Controllato dalla Marina era anche il reggimento della difesa costiera, forte di 2.000 effettivi e che operava dieci batterie di artiglieria costiera in calibro 130 mm, 150 mm e 152 mm, otto batterie di artiglieria antiaerea e tre batterie missilistiche equipaggiate con il vecchio sistema sovietico antinave SSC-2B Samlet (la versione lanciabile da terra del KS-1 Kometa); vi era anche un battaglione di fanteria di marina, unità anch'essa destinata alla difesa costiera piuttosto che alle operazioni anfibie.

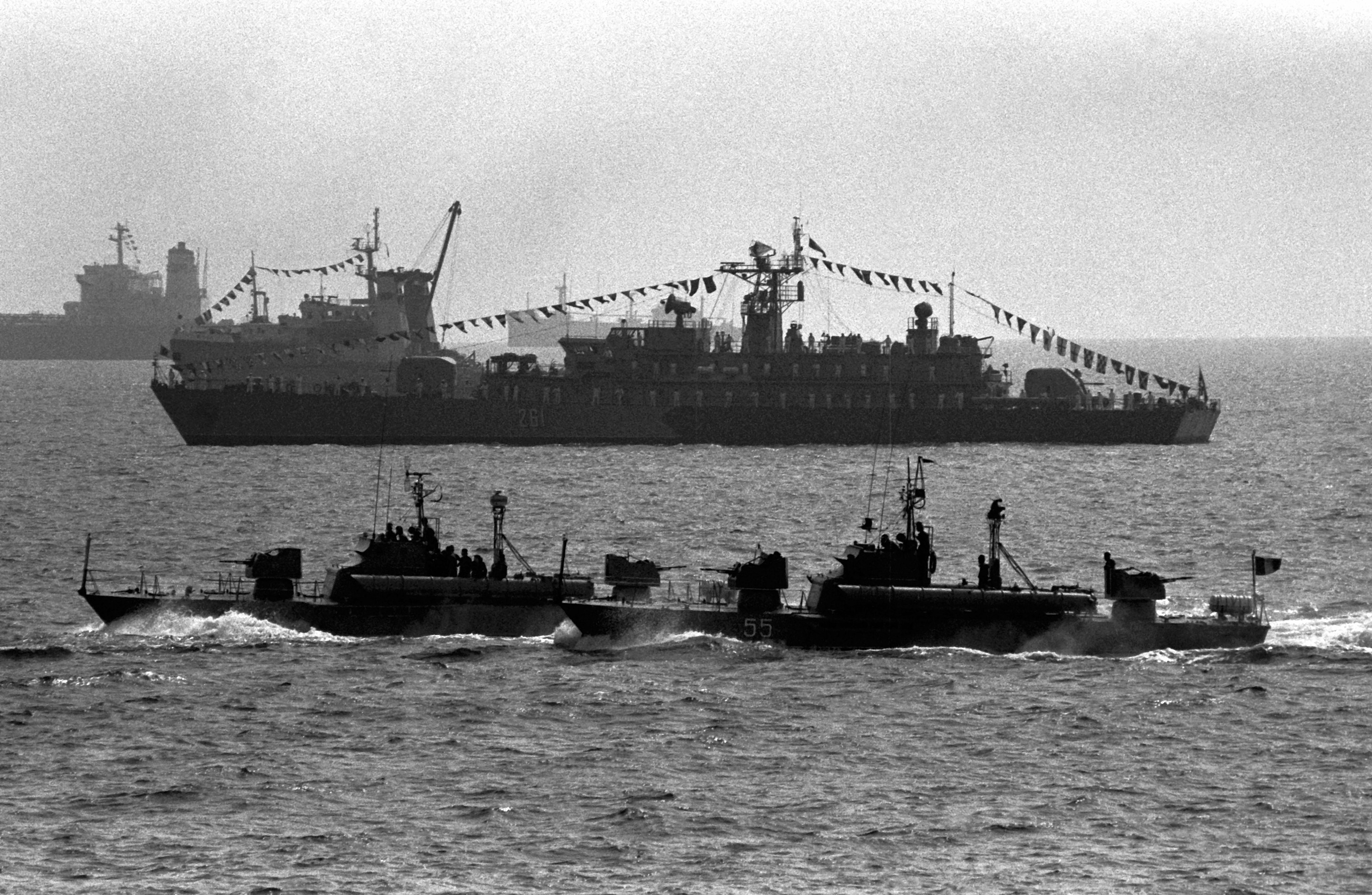
Unità navali romene durante una parata navale: in primo piano, due motosiluranti classe Huchuan sfilano davanti a una corvetta classe Bărbuneanu

I trasferimenti di imbarcazioni e licenze di progettazione sovietiche alla Romania furono drasticamente tagliati negli anni 1970, obbligando Bucarest a sviluppare propri progetti navali; una solida collaborazione nel campo delle costruzioni navali fu poi stabilita con la Cina, e un grosso programma di costruzioni fu avviato nei primi anni 1980 per dotare la flotta di più prestanti unità da combattimento e sviluppare prodotti da destinare all'esportazione.
Le unità da combattimento principali comprendevano un unico sottomarino, il Delfinul, un battello classe Kilo trasferito dall'Unione Sovietica nel 1985; vi erano poi le due fregate lanciamissili (indicate anche come cacciatorpediniere) classe Mărășești, un progetto nazionale basato su quello dei cacciatorpediniere sovietici classe Kashin degli anni 1960, le quattro corvette anti-sommergibili classe Amiral Petre Bărbuneanu e classe Contra-Amiral Eustațiu Sebastian (anch'esse un progetto romeno basato sulle sovietiche classe Koni), tre corvette antisommergibili sovietiche classe Poti consegnate negli anni 1970 e tre cacciasommergibili sovietici classe Kronštadt consegnati nel 1950. Le unità d'attacco veloci comprendevano sei motomissilistiche classe Osa sovietiche consegnate negli anni 1960 e una dozzina di motosiluranti classe Epitrop di progettazione romena; la collaborazione con la Cina fruttò negli anni 1970 ventidue motosiluranti ad aliscafo classe Huchuan e venticinque motocannoniere classe Shanghai. Le unità d'appoggio comprendevano due posamine classe Cosar, quattro dragamine classe Democrația e due navi appoggio classe Croitor, tutte di concezione romena; lo squadrone del Danubio disponeva di vari pattugliatori fluviali armati di mitragliatrici e cannoni.

### Guardie di frontiera

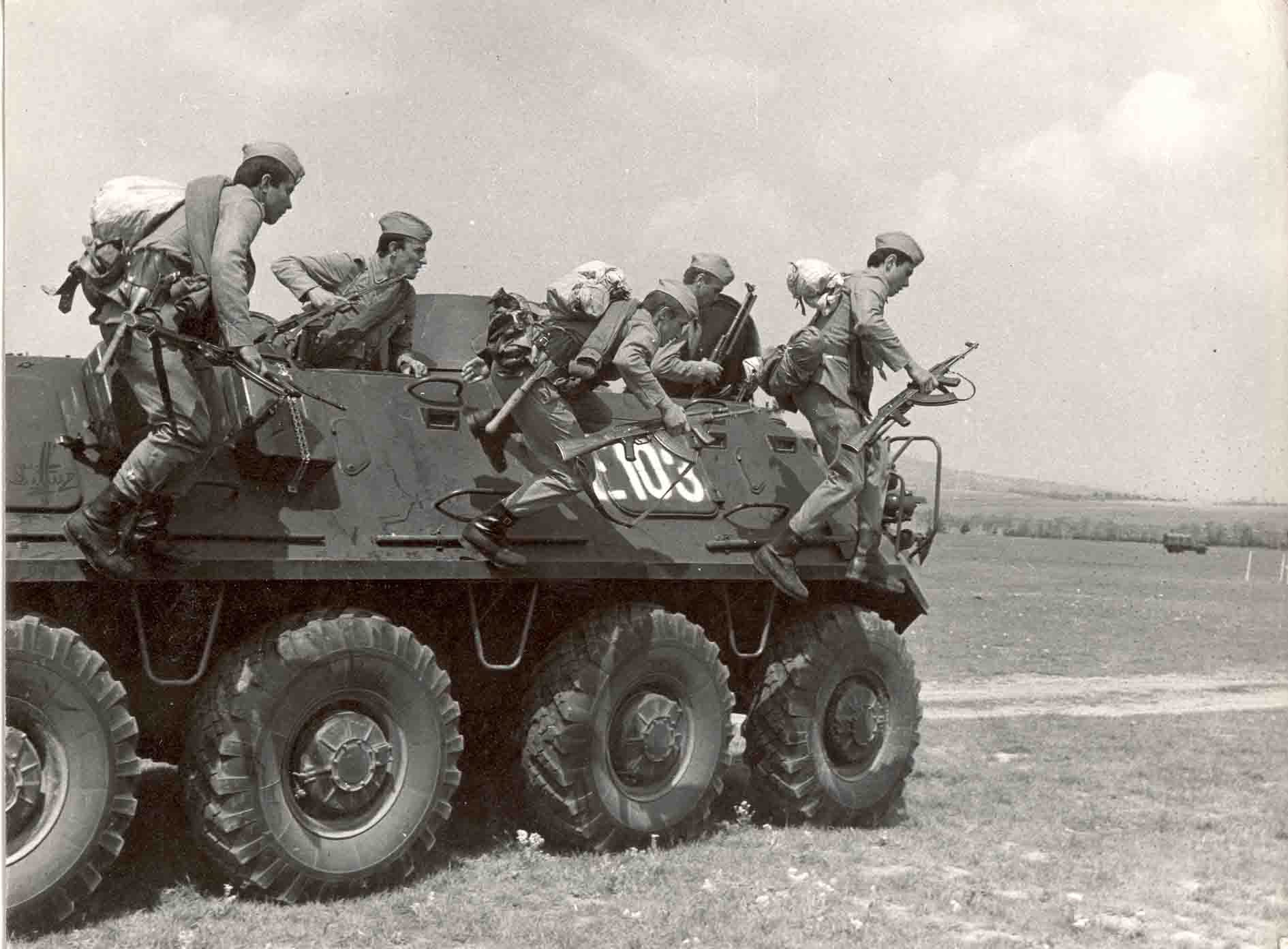
Guardie di frontiera romene mentre sbarcano da un trasporto truppe TAB-71 negli anni 1970

Inizialmente posto sotto l'egida del Ministero dell'interno, il corpo delle Guardie di frontiera transitò sotto il Ministero della difesa nazionale alla fine degli anni 1960, assumendo una posizione di parità con le altre forze armate. Negli anni 1980 il corpo disponeva di circa 20.000 effettivi in servizio attivo, impegnati in un servizio di leva della durata di due anni; queste truppe erano suddivise tra dodici brigate addestrate ed equipaggiate allo stesso modo della fanteria motorizzata dell'esercito, ciascuna delle quali responsabile di un settore di frontiera lungo i 3.200 chilometri di confine terrestre della Romania. Circa 600 effettivi della Marina erano assegnati alla componente navale delle guardie di frontiera, incaricata di pattugliare i confini fluviali della nazione.
In tempo di pace, lo scopo delle guardie di frontiera era quello di presidiare la linea di confine, mantenendo in efficienza gli sbarramenti e le recinzioni frontaliere, presidiando le torri di guardia e i valichi di frontiera, gestendo gli strumenti di sorveglianza elettronica e applicando le leggi in materia di esportazione e importazione delle merci; le guardie dovevano impedire ogni emigrazione non autorizzata dei cittadini romeni, impiegando se necessario la forza letale: a tale fine, la concentrazione maggiore di guardie di frontiera si aveva ai confini con Jugoslavia e Ungheria, nazioni caratterizzate da regimi più liberali rispetto a quello romeno, mentre era nettamente minore ai confini con Bulgaria e Unione Sovietica. In tempo di guerra, le guardie di frontiera avrebbero offerto la prima linea di resistenza all'invasore, prevenendo l'infiltrazione di gruppi di sabotatori e incursori e trattenendo il più a lungo possibile il grosso del nemico per dare tempo alle unità di regolari di mobilitarsi e affluire alla frontiera.